# Hettemarks
Hettemarks konfektions AB var ett svensk tillverkare av damkläder. Bolaget grundades 1944 i Enköping av Sven Hettemark och Alva Hettemark. Bolaget lades ned 1982 men varumärket finns kvar. Hettemarks hade fabriker i Enköping, Örbyhus och Italien.

## Enköping
Hettemarks fabrik i Enköping skulle läggas ner 1982 och 177 anställda hade varslats om uppsägning. Genom ett initiativ startades ett löntagarägt företag benämnt Joar Fashion (efter Joar Blå) som drev fabriken vidare. Dock lades företaget och fabriken slutligen ned 28 februari 1985. Vid tiden för nedläggningen hade företaget 70 anställda. De gamla fabrikslokalerna byggdes därefter om till kontor, affär och bostäder.